# Akademie der Wissenschaften in Hamburg
Koordinaten: 53° 33′ 45,35″ N, 9° 59′ 17,52″ O
Die Akademie der Wissenschaften in Hamburg ist eine Wissenschaftsakademie in Deutschland und Mitglied der Union der deutschen Akademien der Wissenschaften. Der Akademie gehören herausragende Wissenschaftler aus dem norddeutschen Raum an. Ihre Aufgabe ist es, in eigener Arbeit und in Zusammenarbeit mit Wissenschaftlern und Forschungseinrichtungen des In- und Auslandes fächerübergreifende Forschung zu intensivieren und die Sichtbarkeit der Wissenschaftsregion Norddeutschland zu stärken.

## Geschichte
Die Akademie der Wissenschaften in Hamburg wurde im Jahr 2004 von der Hamburgischen Bürgerschaft als Körperschaft öffentlichen Rechts gegründet. Sie fördert die Zusammenarbeit zwischen Fächern, Hochschulen und wissenschaftlichen Einrichtungen in der Region und engagiert sich vor allem durch Veranstaltungen und Publikationen für den Dialog von Wissenschaft, Öffentlichkeit und Politik. Darüber hinaus bietet sie Schülerlabore an und fördert den wissenschaftlichen Nachwuchs in Hamburg, Mecklenburg-Vorpommern und Schleswig-Holstein durch finanzielle Unterstützung von interdisziplinären Nachwuchskonferenzen. Präsident der Akademie war von 2013 bis 2021 Edwin Kreuzer. Die Akademie der Wissenschaften in Hamburg ist das jüngste Mitglied in der Union der deutschen Akademien der Wissenschaften. Am 19. November 2021 wurde der Klimaforscher Mojib Latif zum neuen Präsidenten der Akademie gewählt, der sein Amt am 1. Januar 2022 angetreten hat.

## Vorhaben der Akademie
Die Akademie betreut fünf wissenschaftliche Langzeitprojekte im Rahmen des Akademienprogramms, dem größten geisteswissenschaftlichen Forschungsprogramm Deutschlands.
- Entwicklung eines korpusbasierten elektronischen Wörterbuchs Deutsche Gebärdensprache – Deutsch (DGS-Korpus)[3]
- Die Schriftkultur des christlichen Äthiopiens und Eritreas: Eine multimediale Forschungsumgebung[4]
- Grammatiken, Korpora und Sprachtechnologie für indigene nordeurasische Sprachen (INEL)[5]
- Formulae – Litterae – Chartae. Neuedition der frühmittelalterlichen Formulae inklusive der Erschließung von frühmittelalterlichen Briefen und Urkunden im Abendland (ca. 500 – ca. 1000)[6]
- Etymologika. Ordnung und Interpretation des Wissens in griechisch-byzantinischen Lexika bis in die Renaissance. Digitale Erschließung von Manuskriptproduktion, Nutzerkreisen und kulturellem Umfeld[7]

## Struktur und Organisation
Der Akademie gehören bis zu 80 Ordentliche Mitglieder aller wissenschaftlicher Disziplinen an sowie Korrespondierende Mitglieder und Ehrenmitglieder. Sie ist nicht in Klassen organisiert, sondern in interdisziplinären Arbeitsgruppen. In diesen Arbeitsgruppen konzipieren und bearbeiten die Mitglieder Projekte zu wissenschaftlichen Grundsatzproblemen und gesellschaftlich bedeutenden Zukunftsfragen und wissenschaftlichen Grundsatzproblemen. 
Die Versammlung der Ordentlichen Mitglieder wählt den Präsidenten, den Vizepräsidenten und zwei weitere Vorstandsmitglieder und entscheidet in allen grundsätzlichen Angelegenheiten der Akademie. Der Präsident leitet die Akademie und vertritt sie nach innen und außen. Die Geschäftsführerin nimmt die laufenden Geschäfte der Akademie wahr, ist Beauftragte für den Haushalt und nimmt an allen Sitzungen des Vorstandes mit beratender Stimme teil. Die Mitgliederversammlung tritt während der Vorlesungszeiten einmal im Monat zusammen. 
Im Juni 2014 wurden von der Behörde für Wissenschaft, Forschung und Gleichstellung der freien und Hansestadt Hamburg fünf namhafte Persönlichkeiten aus Wissenschaft, Politik, Wirtschaft und Kultur in ein Kuratorium berufen, das die Arbeit der Akademie der Wissenschaften in Hamburg bei der Wahrnehmung ihrer Aufgaben unterstützt und die ordnungsgemäße Geschäftsführung überwacht.

## Preise
Alle zwei Jahre wird seit 2009 der Hamburger Wissenschaftspreis von der Akademie der Wissenschaften in Hamburg vergeben. Mit 100.000 Euro ist er der höchstdotierte Preis einer deutschen Wissenschaftsakademie. Er wird gestiftet von der Hamburgischen Stiftung für Wissenschaften, Entwicklung und Kultur Helmut und Hannelore Greve.